# Jón Páll Sigmarsson
Jón Páll Sigmarsson (Húsavík, 28 aprile 1960 – Akureyri, 16 gennaio 1993) è stato un sollevatore, culturista, strongman e powerlifter islandese.
Vinse il titolo di World's Strongest Man (Uomo più forte del mondo) per quattro volte (1984, 1986, 1988, 1990).

## Biografia
Sigmarsson ha cominciato a sollevare pesi nel 1976 all'età di 16 anni ed inizio a praticare il powerlifting nel 1979. All'epoca i suoi primati erano: 125 kg in panca piana, 185 kg nello stacco da terra e 220 kg nello squat.
Partecipò alla sua primo gara di strongman nel 1982 e l'anno successivo prese parte al World's Strongest Man terminando al 2º posto finale. Nel 1984, Sigmarsson vinse il concorso per la prima volta.
A differenza di altri grandi strongman, come Bill Kazmaier, dotati prevalentemente di grande forza fisica, Sigmarsson era anche molto veloce, nonostante un fisico imponente, 190 cm di altezza per un peso di circa 135 kg.
Oltre a competere nello strongman, tra il 1984 e il 1989 gareggiò in alcuni tornei di Culturismo. Le sue prestazioni nel sollevamento pesi annoverano il record islandese di distensione su panca piana (bench press) e di squat, ma il suo punto forte era lo stacco da terra (deadlift), nel quale riportò diverse volte il record europeo.
Nel 1987, in una competizione chiamata Pure Strength tenutasi presso il Castello di Aberdeenshire in Scozia furono invitati i tre più grandi strongman del tempo: Sigmarsson, Bill Kazmaier e Geoff Capes; lo scopo era quello di decretare l'uomo più forte di tutti i tempi, su 10 prove ben 8 furono vinte da Jón Páll, che alla fine fu incoronato come Strongman of All Time.
Viene ricordato come uno dei più grandi strongman di tutti i tempi. Una sua celebre frase era: "Non ci sono ragioni per vivere se non puoi praticare lo stacco da terra". Per una tragica sorte del destino, morì nel 1993 a soli 32 anni mentre stava praticando proprio questo esercizio in palestra. Sigmarsson era al corrente che diversi membri della sua famiglia erano afflitti da seri problemi cardiaci ed era consapevole di questa sua debolezza.

## Frasi celebri
Amava spesso esultare gridando, "Io non sono un eschimese, io sono un vichingo!"
Altre due frasi celebri erano, "Sono al settimo cielo", o in lingua islandese, "Ekkert mál fyrir Jón Pál" che tradotto suona come "Non ci sono problemi per Jón Páll".

## Profilo
- Altezza: 190 cm
- Peso: 134 kg
- Torace: 142.5 cm
- Braccio: 51 cm

## Primati personali
- Panca piana: 250 kg
- Squat: 370 kg
- Stacco da terra: 380 kg

## Gare di strongman

### World's Strongest Man
- 1983 - 2°
- 1984 - 1°
- 1985 - 2°
- 1986 - 1°
- 1988 - 1°
- 1989 - 3°
- 1990 - 1°

### World Muscle Power Championship
- 1985 - 1°
- 1986 - 1°
- 1987 - 2°
- 1988 - 3°
- 1989 - 1°
- 1990 - 1°
- 1991 - 1°

### Europe's Strongest Man
- 1983 - 3°
- 1985 - 1º
- 1986 - 1º
- 1987 - 3°
- 1988 - 2°
- 1989 - 3°
- 1990 - 4°
- 1992 - 4°

## Campionato di culturismo islandese
- 1984, 1986 e 1988